# Менка (приток Жижалы)
Менка — река в России, протекает по Вяземскому району Смоленской области. Правый приток реки Жижала.

## География
Река Менка берёт начало в болотах восточнее деревни Бабосовка. Течёт на юго-восток, пересекает федеральную автомагистраль М1 «Беларусь». Впадает в Жижалу неподалёку от деревни Телепнево. Устье реки находится в 48 км от устья Жижалы. Длина реки составляет 12 км.

## Данные водного реестра
По данным государственного водного реестра России относится к Окскому бассейновому округу, водохозяйственный участок реки — Угра от истока и до устья, речной подбассейн реки — Бассейны притоков Оки до впадения Мокши. Речной бассейн реки — Ока.
Код объекта в государственном водном реестре — 09010100412110000020934.